# Rybák malý

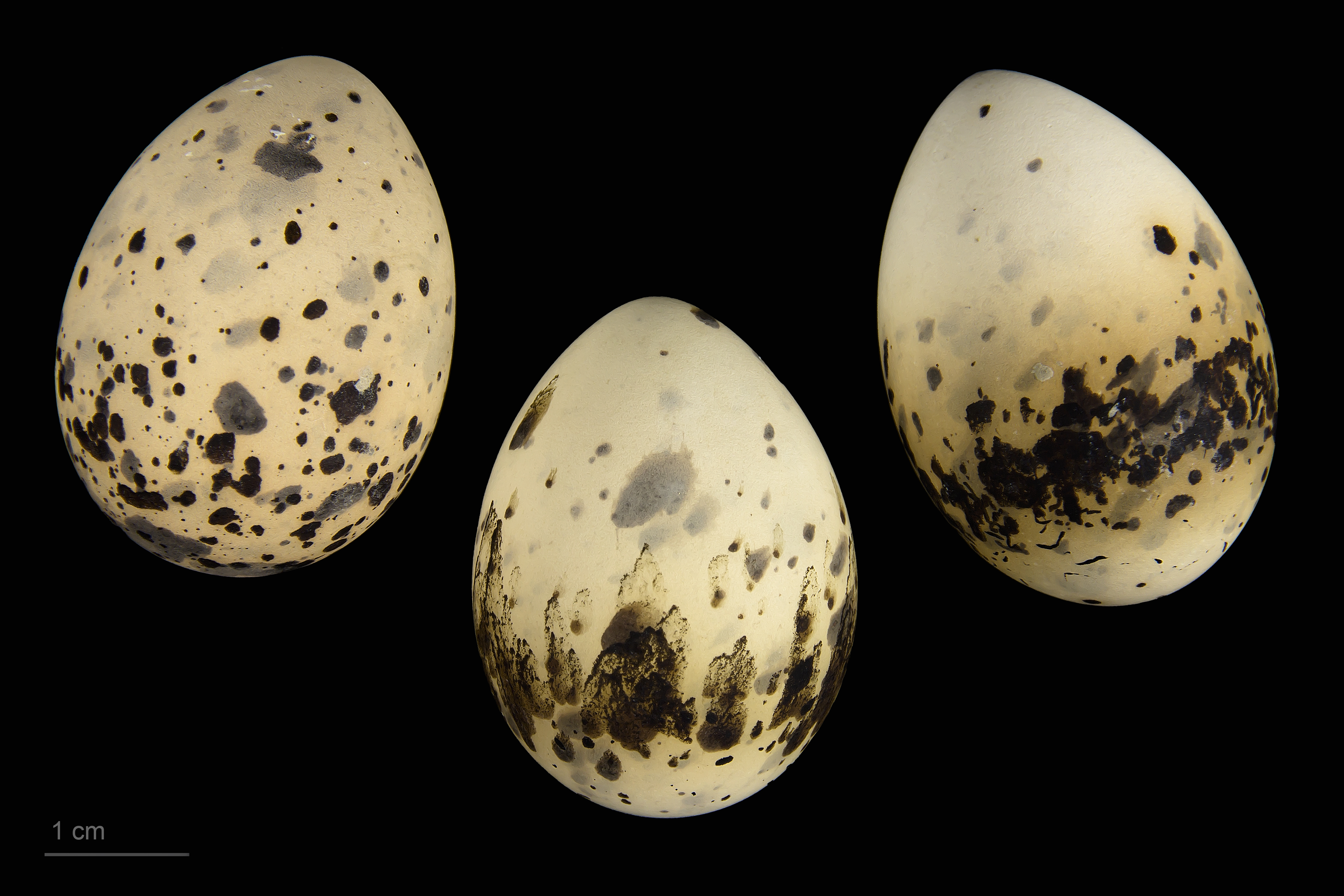
Sternula albifrons albifrons

Rybák malý (Sternula albifrons) je nejmenší druh rybáka. Dospělí ptáci mají černou čepičku s bílým čelem a žlutý zobák s černou špičkou. Hnízdí na pobřeží a podél velkých řek Evropy, Maroka a západní Asie po Indii. Je částečně tažný, zaletuje na jih až do jižní Afriky a Tasmánie. Nepravidelně zaletuje i do České republiky, kde bylo v roce 1995 prokázáno i hnízdění.